# Kaestlea
Genre
Kaestlea est un genre de sauriens de la famille des Scincidae.

## Répartition
Les espèces de ce genre sont endémiques du Sud de l'Inde.

## Liste des espèces
Selon The Reptile Database (28 septembre 2012) :
- Kaestlea beddomii (Boulenger, 1887)
- Kaestlea bilineata (Gray, 1846)
- Kaestlea laterimaculata (Beddome, 1870)
- Kaestlea palnica (Boettger, 1892)
- Kaestlea travancorica (Beddome, 1870)

## Publication originale
- Eremchenko & Das, 2004 : Kaestlea: a new genus of scincid lizards (Scincidae: Lygosominae) from the Western Ghats, south-western India. Hamadryad, vol. 28, no 1/2, p. 43-50.